# St-Martin (Cattenom)

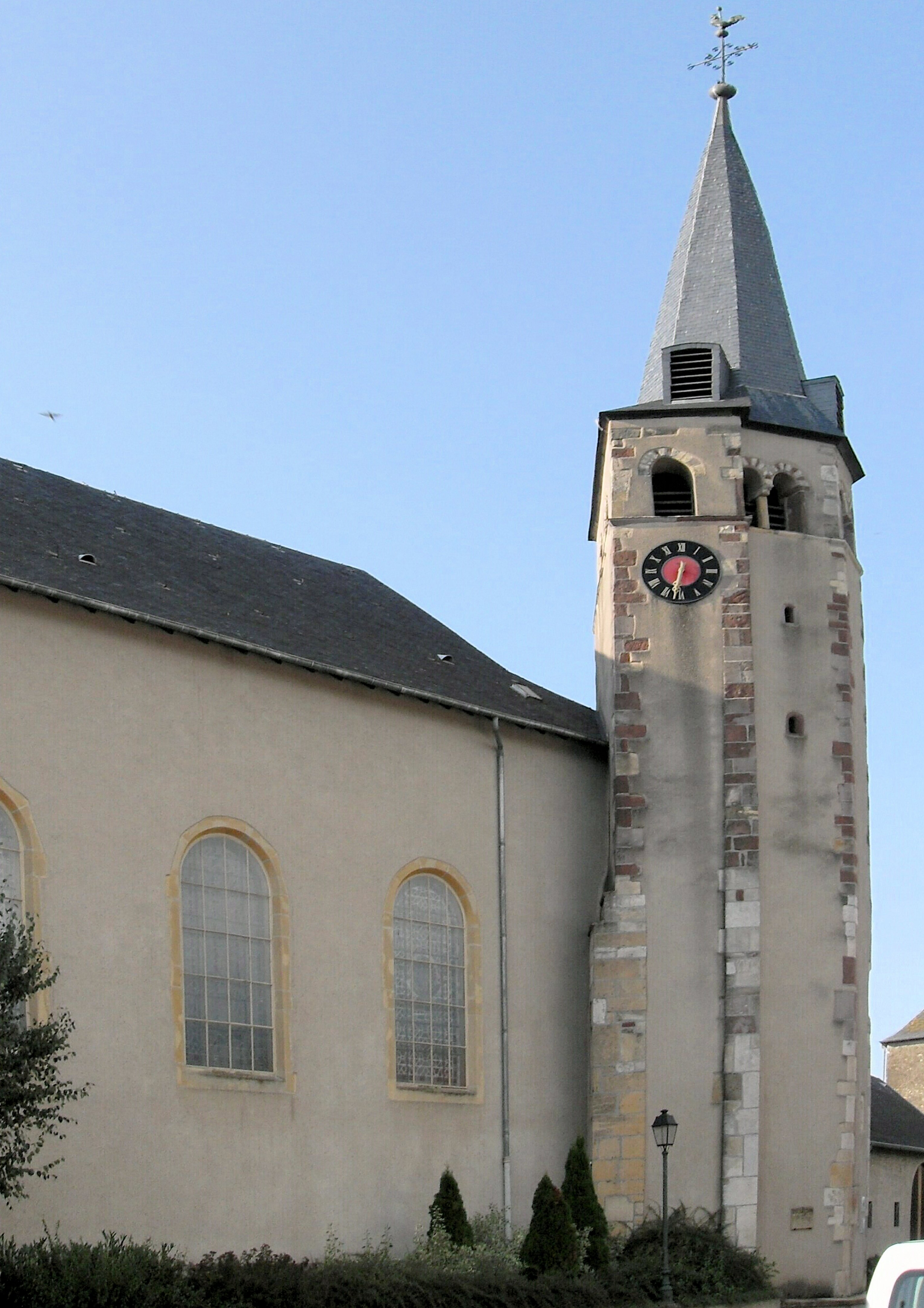
Die Kirche St-Martin, Blick zum Chorturm

St-Martin ist eine römisch-katholische Pfarrkirche in Cattenom im Departement Moselle in Frankreich. Der Chorturm der Kirche sowie die erhaltenen mittelalterliche Teile des Langhauses sind seit 1991 als Monument historique eingestuft. Zur Ausstattung des Gotteshauses gehört eine von Aristide Cavaillé-Coll erbaute Orgel.

## Geschichte
Die heute dem Patrozinium des heiligen Martin von Tours unterstellte Kirche war ursprünglich dem heiligen Erzmärtyrer Stephanus gewidmet. Neben Bausubstanz im Kirchenschiff hat sich von der mittelalterlichen Kirche vor allem der romanische Chorturm aus dem späten 11. Jahrhundert erhalten, der zu einem Gotteshaus gehörte, welches später Teil einer Niederlassung des Deutschen Ordens war. Möglicherweise befand sich die Kirche zuvor im Besitz des Templerordens, der vor dem Deutschen Orden in Cattenom ansässig war.
Die ungewöhnliche Bauform des Turms ergibt sich aus dem Befund, dass er ursprünglich als Wehrturm zur Verteidigung eingerichtet war. Das Bauwerk ist als Chorturm im Äußeren polygonal zu 4/8 geschlossen, der frühere Chorraum im Turmuntergeschoss weist im Inneren eine halbrund geschlossene Apsis auf. Seitlich wird der Turm durch Mauervorsprünge verstärkt. Der Spitzhelm wurde im 19. Jahrhundert aufgesetzt.
Im Jahr 1830 wurde die Kirche bis auf den Chorturm niedergelegt. Ein neues Kirchenschiff mit anschließendem Rechteckchor, der größer als der mittelalterliche Chorraum im Turmuntergeschoss ist, wurde 1831 nach Plänen des Architekten Derobe Fils aus Metz errichtet. Der Chorturm befindet sich im östlichen Winkel von Langhaus und neuem Chor. Wohl wegen der Beibehaltung des mittelalterlichen Turmes wurde die traditionelle Ostung der Kirche aufgegeben und das Gotteshaus Richtung Norden orientiert. Gleichzeitig mit dem Neubau erfolgte der Wechsel des Patroziniums des Gotteshauses hin zum heiligen Martin von Tours.

## Ausstattung
In der Kirche sind als Monument historique eingestuft:
- Jungfrau mit dem Kind, linker Seitenaltar, 18./19. Jahrhundert[4]
- Josefsaltar, rechter Seitenaltar; 18./19. Jahrhundert[5]
- Relief: Der heilige Martin, Holz, farbig gefasst, 18. Jahrhundert[6]
- Kanzel, Holz, farbig gefasst, 1724[7]

Außerdem wurden in der Base Palissy erfasst:
- Kelch, Silber, 17. Jahrhundert[8]
- Prozessionskreuz, Holz vergoldet, 19. Jahrhundert[9]
- Monstranz, Silber vergoldet, 1846[10]
- Flachrelief, am Chorturm, 12. Jahrhundert[11]
- Relief: Die Nächstenliebe des Heiligen Martin, am Portalgiebel, 18. Jahrhundert[12]
- Zwei Reliquiare, Holz, 18. Jahrhundert[13]
- Reliquien-Monstranz, Silber vergoldet, um 1800[14]
- Kelch und Patene, Silber vergoldet, 1838[15]
- Weihrauchfass, Silber, 19. Jahrhundert[16]
- Kanzel, Eichenholz vergoldet oder bemalt, 1724[17]
- zwei Beichtstühle, Eichenholz, 18. Jahrhundert[18]
- Prozessionskreuz: Christus am Kreuz, Holz bemalt, 18. Jahrhundert[19]
- Weihrauchschiffchen, Silber, 17. Jahrhundert[20]

## Orgel
Die Orgel mit 15 Registern auf zwei Manualen und Pedal wurde 1857 durch die Werkstatt von Aristide Cavaillé-Coll gefertigt. 1980 baute Alfred Kern bei zwei Registern den Bassbereich aus. Das Instrument wurde zuletzt 1991 durch Bernard Aubertin restauriert, der die Zinkpfeifen im Prospekt durch Pfeifen des Registers Salicional ersetzte. Die Disposition lautet:
| I Grande Orgue C–f3 |    |            |
| Salicional          | 8′ | (Prospekt) |
| Flûte harm.         | 8′ |            |
| Bourdon             | 8′ |            |
| Prestant            | 4′ |            |
| Flûte douce         | 4′ |            |
| Octavin             | 2′ |            |
| Trompette           | 8′ |            |
| Clairon             | 4′ |            |

| II Récit expressif (schwellbar) C–f3 |    |  |
| Flûte harmonique                     | 8′ |  |
| Viole de Gambe (ab f)                | 8′ |  |
| Voix Céleste (ab f)                  | 8′ |  |
| Flûte octaviante                     | 4′ |  |
| Trompette (ab f)                     | 8′ |  |
| Hautbois (ab f)                      | 8′ |  |
| Tremulant                            |    |  |

| Pedale C–f1 |     |  |
| Soubasse    | 16′ |  |

- Koppeln: II/I, I/P, II/P